# Nike
Nike, Inc. (del griego: Νίκη, Niké, victoria) es una empresa multinacional estadounidense dedicada al diseño, desarrollo, fabricación y comercialización de equipamiento deportivo: balones, calzado, ropa, equipo de tiro con arco, accesorios y otros artículos deportivos.
La empresa fue fundada el 25 de enero de 1964 como "Blue Ribbons Sports" por Phil Knight y Bill Bowerman, y se convirtió oficialmente en Nike Inc., el 30 de mayo de 1971. Nike comercializa sus productos bajo su propia marca, así como bajo Nike Golf, Nike Pro, Nike+, Air Jordan, Nike Skateboarding, Hurley International y Converse, Nike CR7, entre otras. Nike también fue dueño de Bauer Hockey (Nike Bauer) entre 1995 y 2008, y anteriormente propiedad de Cole Haan y Umbro. Además de la ropa deportiva y el equipo de fabricación, la compañía es dueña de las tiendas Niketown. Nike es patrocinador de muchos atletas de alto nivel y equipos deportivos de todo el mundo, con el famoso eslogan «Just do it.» («Solo hazlo»), y el logo, llamado Swoosh, creado por la diseñadora gráfica Carolyn Davidson, esquematización de un ala de Niké, diosa de la mitología griega que da nombre a la marca.
Es uno de los mayores proveedores de material deportivo del mundo estando solamente por detrás de Adidas, y en 2024 empleaba a 83 700 personas en todo el mundo. Anteriormente, en 2017, Nike fue valorada en 29.600 millones de dólares;mientras que en 2020, la marca en sí estaba valorada en más de 32 mil millones de dólares estadounidenses, lo que la convierte en la marca más valiosa entre las empresas deportivas. Nike ocupó el puesto 89 en la lista Fortune 500 de 2018 de las corporaciones más grandes de Estados Unidos por ingresos totales. La compañía también ocupó el puesto 239 en la lista Forbes Global 2000 de empresas en 2024.

## Historia y origen

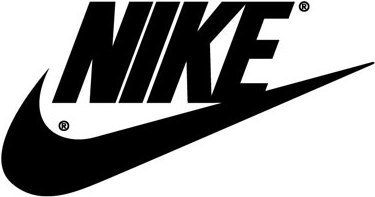
Antiguo logo de Nike, Inc.

Fue fundada el 25 de enero de 1964 como Blue Ribbons Sports (BRS), por el deportista de la Universidad de Oregón Phil Knight y su entrenador, William Jay «Bill» Bowerman. La empresa comenzó distribuyendo calzado de la firma Onitsuka Tiger (actualmente ASICS) hasta 1971, cuando BRS lanzó su primer producto propio, con el emblema de la marca diseñado por Carolyn Davidson.
Según Otis Davis, un deportista, a quien Bowerman entrenó en la Universidad de Oregón, que más tarde pasó a ganar dos medallas de oro en los Juegos Olímpicos de Roma 1960. Bowerman hizo el primer par de zapatos Nike para él, lo que contradice la afirmación de que se hicieron por Phil Knight.
En 1964, en su primer año en el negocio, BRS vendió 1300 pares de zapatos para correr ganando en total 8000 USD. Antes de 1965 la nueva compañía había adquirido un empleado a tiempo completo, y las ventas habían alcanzado los 20 000 USD. En 1966, El RS abrió su primera tienda ubicada en el 3456 Bulevar en Santa Mónica, California, junto a un salón de belleza. En 1967, debido al rápido aumento de las ventas, el BRS expandió sus operaciones al por menor y distribución en la costa este, en Wellesley, Massachusetts.
En 1971, la relación entre BRS y Onitsuka Tiger estaba llegando a su fin. BRS se prepara para lanzar su propia línea de calzado, lo que llevaría el Swoosh de nuevo diseño por Carolyn Davidson. El Swoosh se utilizó por primera vez por Nike el 18 de junio de 1971, y el 22 de enero de 1974 se registró en la Oficina de Patentes y Marcas de Estados Unidos.
En 1976, la compañía contrató a John Brown and Partners, con sede en Seattle, como su primera agencia de publicidad. Al año siguiente, la agencia creó el primer "anuncio de marca" de Nike, llamado "No hay línea de meta", en el que no se mostró ningún producto de Nike. En 1980, Nike había alcanzado una cuota de mercado del 50% en el mercado de calzado deportivo de Estados Unidos, y la compañía se hizo pública en diciembre de ese año.
Juntos, Nike y Wieden + Kennedy han creado impresión y anuncios de televisión.. Wieden + Kennedy sigue siendo la agencia de publicidad principal de Nike. Este fue cofundador de la agencia Dan Wieden, quien acuñó el lema ahora famoso "Just Do It" para una campaña publicitaria de Nike en 1988, que fue elegida por Advertising Age como uno de los cinco lemas más importantes del siglo XX y que está consagrado en la Smithsonian Institution. Walt Stack apareció en el primer anuncio de Nike "Just Do It", que se estrenó el 1 de julio de 1988. Wieden atribuye la inspiración para el lema de "hagámoslo" (let's do it), las últimas palabras pronunciadas por Gary Gilmore antes de ser ejecutado.
Nike fabricó sus primeros uniformes para un equipo deportivo profesional en 1979 cuando debutó su camiseta para los Portland Timbers de la North American Soccer League. A lo largo de la década de 1980, Nike amplió su línea de productos para abarcar muchos deportes y regiones de todo el mundo. En 1990, la empresa se mudó a su sede mundial de ocho edificios en Beaverton, Oregón. La primera tienda minorista Nike, denominada Niketown, abrió en el centro de Portland en noviembre de ese año.
Phil Knight anunció a mediados de 2015 que dejaría el cargo de presidente de Nike en 2016y renunció oficialmente a todos sus cargos en la empresa el 30 de junio de 2016.
En un anuncio público de la compañía el 15 de marzo de 2018, el director ejecutivo de Nike, Mark Parker, dijo que Trevor Edwards, un alto ejecutivo de Nike que era visto como un posible sucesor del director ejecutivo, renunciaba a su puesto como presidente de la marca Nike y se jubilaría en agosto.
En octubre de 2019, John Donahoe fue anunciado como el próximo director ejecutivo y sucedió a Parker el 13 de enero de 2020. En noviembre de 2019 la empresa dejó de vender directamente a través de Amazon, centrándose más en las relaciones directas con los clientes.

### Adquisiciones

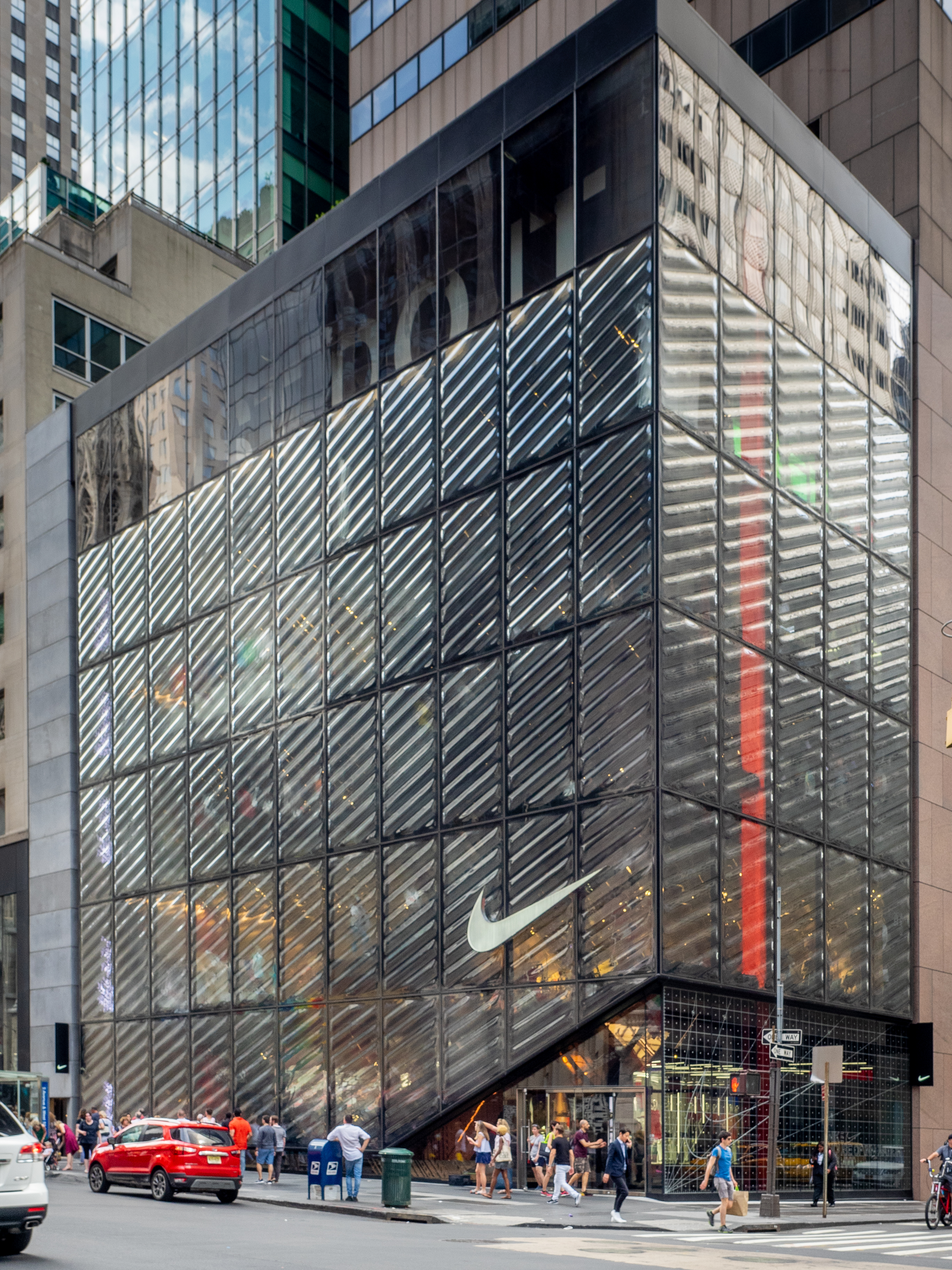
Una tienda insignia de Nike en Manhattan.

Nike ha adquirido y vendido varias empresas de ropa y calzado a lo largo de su historia. Su primera adquisición fue la empresa de calzado de lujo Cole Haan en 1988, seguida por la compra de Bauer Hockey en 1994. En 2002, Nike compró la empresa de ropa de surf Hurley International a su fundador Bob Hurley. En 2003, Nike pagó 309 millones de dólares estadounidenses para adquirir la empresa de zapatillas Converse. Posteriormente, la empresa adquirió Starter en 2004 y el fabricante de uniformes de fútbol Umbro en 2007.
Con el fin de reorientar sus líneas de negocio, Nike comenzó a desprenderse de algunas de sus filiales en la década de 2000. La empresa vendió Starter en 2007 y Bauer Hockey en 2008. Más tarde, dedició vender Umbro en 2012 y Cole Haan en 2013. A partir de 2020, Nike solo posee una subsidiaria relacionada con el calzado, que es Converse Inc.
Nike adquirió Zodiac, una empresa de análisis de datos de consumidores, en marzo de 2018. En agosto de 2019, la empresa adquirió Celect, una empresa de análisis predictivo con sede en Boston. En diciembre de 2021, la compañía compró RTFKT Studios, una empresa de calzado virtual que fabrica NFT's.
En febrero de 2021, Nike adquirió Datalogue, una empresa con sede en Nueva York centrada en las ventas digitales y la tecnología de aprendizaje automático.

## Marca

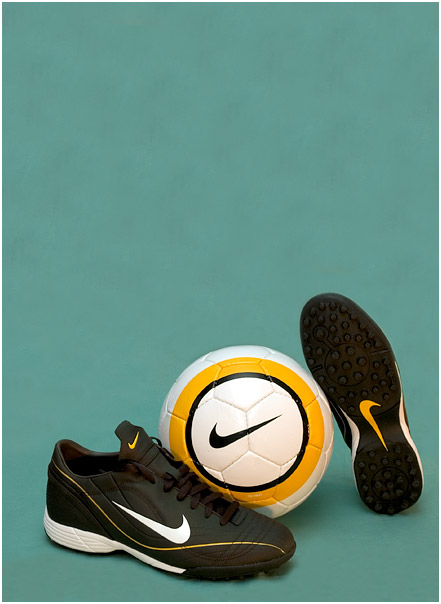
Unas zapatillas y un balón de fútbol, fabricados por Nike, con el clásico isotipo la marca.

El isotipo, denominado "swoosh" se llama así ya que era el sonido que se escuchaba al momento de correr, fue creado por la estudiante de diseño Carolyn Davidson en 1971.

## Productos

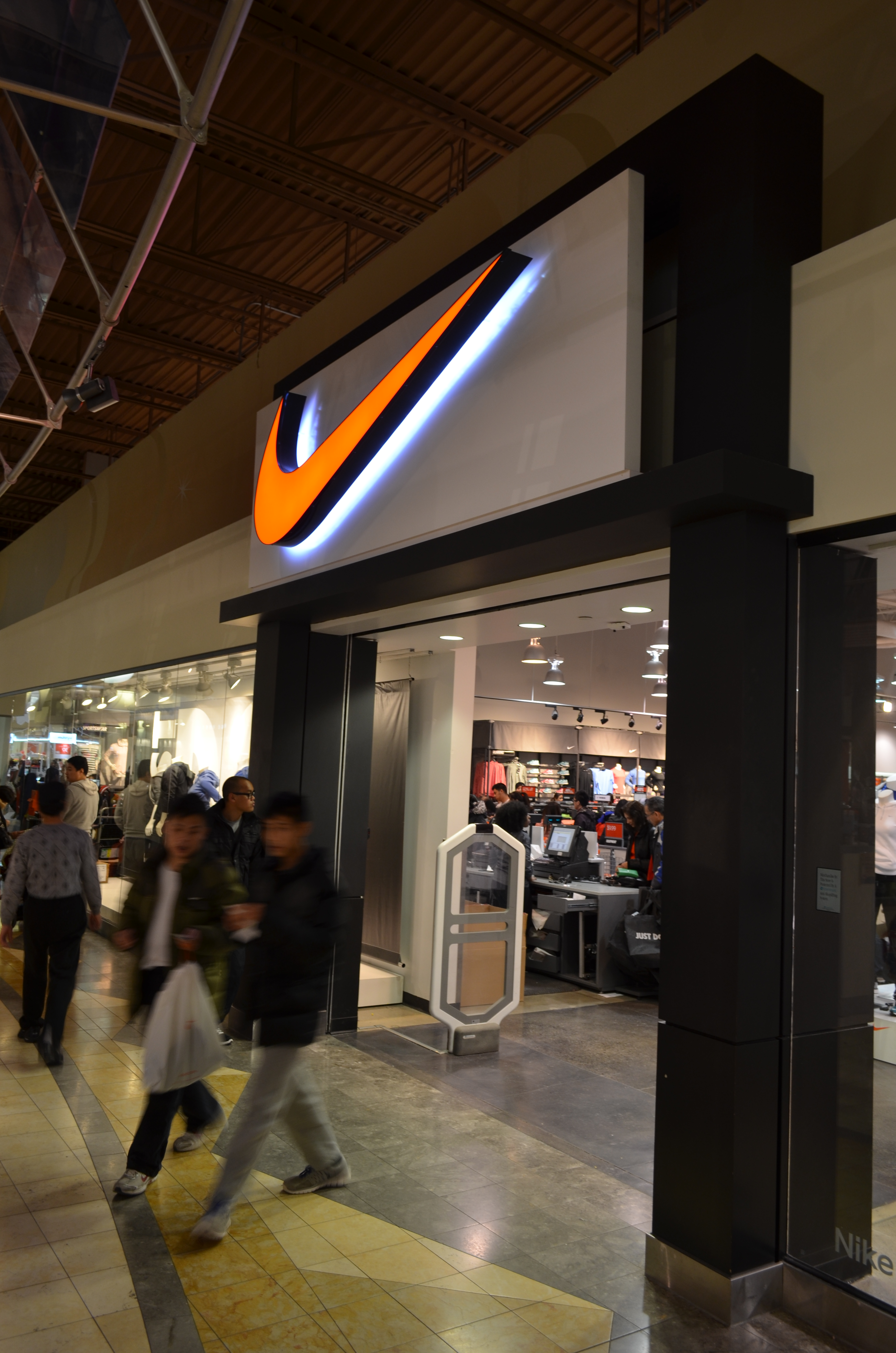
Una tienda Nike en el centro comercial Vaughan Mills, en Ontario, Canadá.

Nike fabrica una amplia gama de equipamiento deportivo. Sus primeros productos fueron zapatos de pista para correr. En la actualidad también se hacen zapatos, camisetas, pantalones cortos, y demás accesorios, para una amplia gama de deportes, incluyendo atletismo, béisbol, hockey sobre hielo, tenis, fútbol, lacrosse, baloncesto, y el cricket. Nike Air Max, es una línea de zapatos lanzados por primera vez en 1987. Las adiciones más recientes a la línea son el Nike 6.0, NYX Nike y Nike SB, zapatos diseñados para el skateboarding. Nike ha presentado recientemente los zapatos de cricket llamado Zoom Air New Yorker, diseñado para ser un 30% más ligero que sus competidores. En 2009, Nike presentó el Air Jordan XX3, una zapatilla de baloncesto de alto rendimiento.

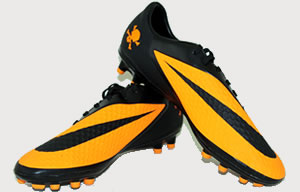
Nike Hypervenom, modelo de tacos de fútbol realizado por Nike.

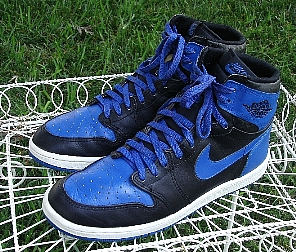
Un par de zapatillas de baloncesto Nike Air Jordan I.

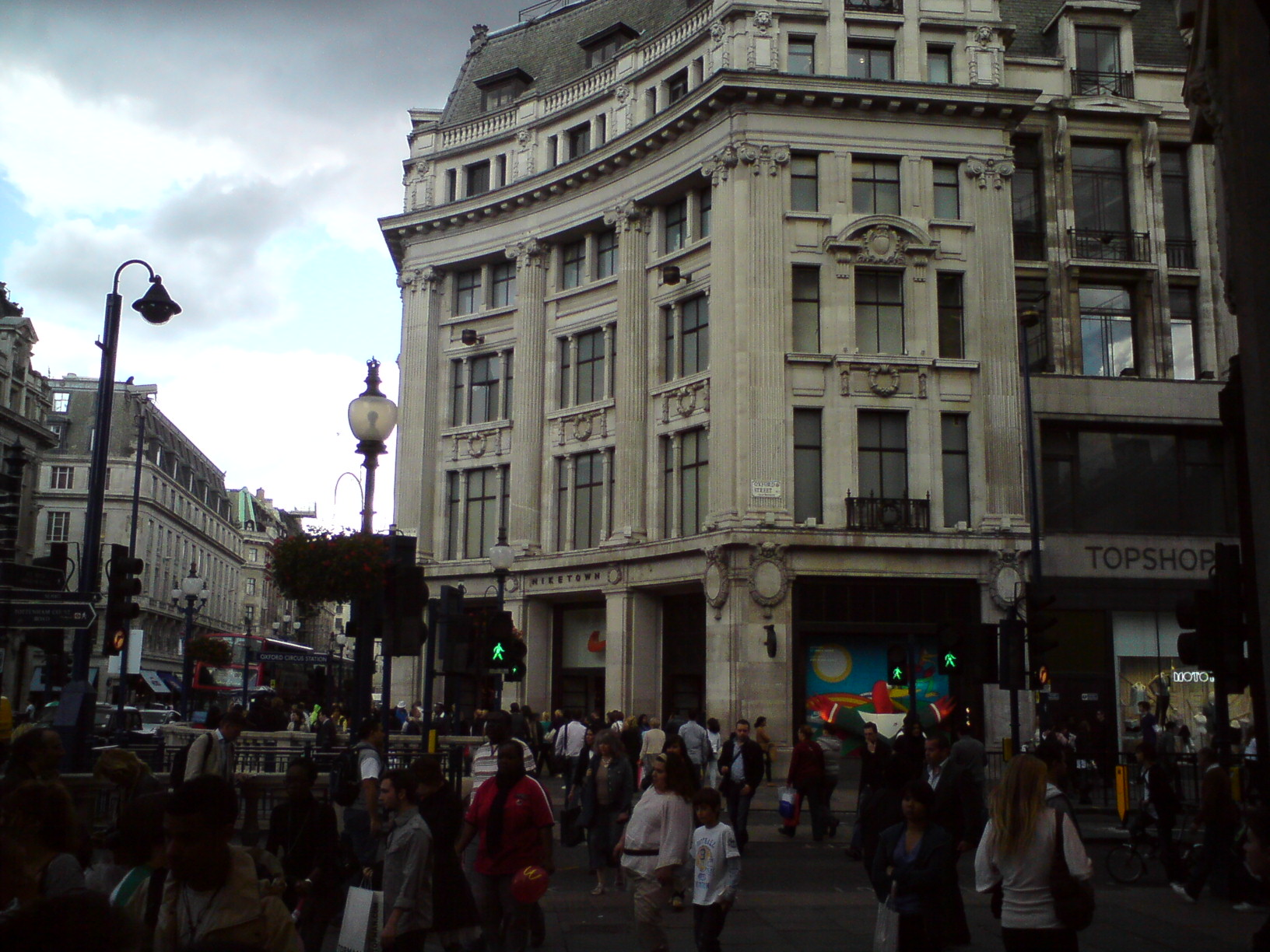
Niketown en Oxford Circus, Londres.

Nike se asoció recientemente con Apple Inc. para producir el producto Nike+ que monitorea el desempeño de un corredor a través de un dispositivo de radio en el zapato que enlaza con el iPod o iPhone. El producto genera estadísticas útiles, pero ha sido criticado por los investigadores. En 2004, Nike lanzó el Programa de Capacitación SPARQ / División. También lanzó al mercado los tenis Daddy Yankee en honor a dicha celebridad para alcanzar máxima popularidad en Estados Unidos y el mundo entero. Esta producción fue idea de Phil Knight firmando un contrato millonario para usar su prestigio en la venta, al escuchar sus canciones, ya que se vendieron como pan caliente en toda Latinoamérica.
Algunas de las nuevas zapatillas Nike contienen Flywire y espuma Lunarlite para reducir el peso. El 15 de julio de 2009, la pulsera inteligente Nike+ FuelBand fue lanzada en las tiendas. Entre sus características se destaca la ejecución de los registros de productos a distancia, las calorías quemadas, un registro puntual de la hora y también brinda a los corredores nuevas rutas en línea con las cuales pueden seguir corriendo.
En 2010, Nike Pro Combat, una colección de camisetas, fue usada por los equipos de las siguientes universidades: Miami, New York, Boise State University, Florida, Oregón State University, Texas Christian University, Virginia Tech, Virginia Occidental, y Pittsburgh.

## Fabricación
Nike tiene más de 500 lugares en todo el mundo y oficinas en 45 países fuera de Estados Unidos. La mayoría de las fábricas están situadas en Asia, incluyendo Indonesia, China, Taiwán, India, Tailandia, Vietnam, Pakistán, Filipinas, Malasia, y la República de Corea. Nike no se atreve a revelar información sobre el contrato con las empresas que funciona. Sin embargo, debido a las duras críticas por parte de algunas organizaciones como Barbie.com, Nike ha divulgado información sobre su contrato de fábricas en su Informe de Gobierno Corporativo.

## Sede

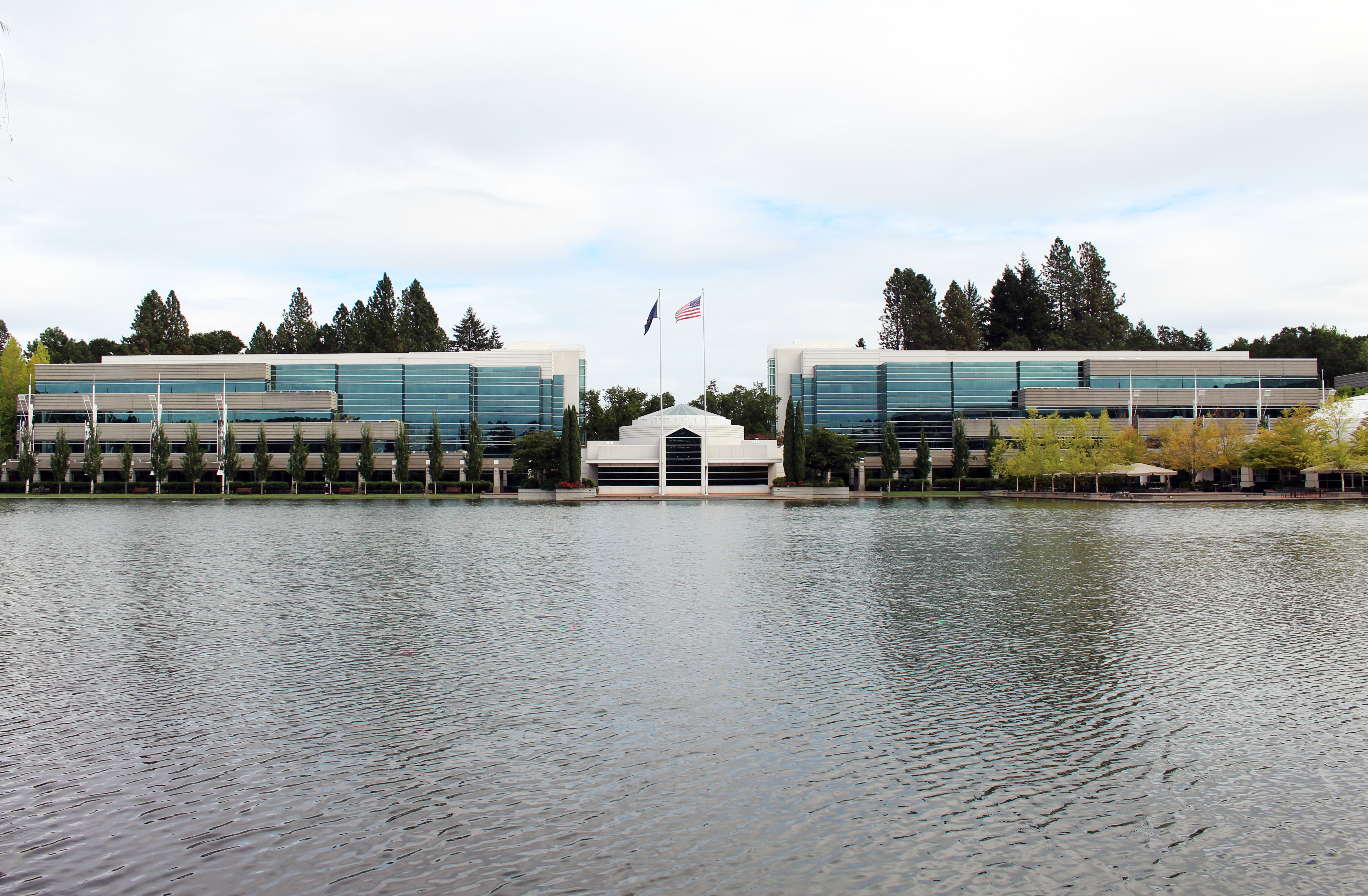
Nike World Headquarters (Sede Mundial de Nike) cerca de Beaverton, Oregón

La sede mundial de Nike está rodeada por la ciudad de Beaverton, aunque no está incorporada a esta, se encuentra dentro del condado de Washington. Esta ciudad intentó anexar por la fuerza la sede de Nike, lo que dio lugar a una demanda por parte de la empresa y a una presión de la compañía que finalmente terminó en el proyecto de ley 887 del Senado de Oregón en 2005. Según los términos de ese proyecto de ley, Beaverton tiene específicamente prohibido anexar por la fuerza la tierra que Nike y Columbia Sportswear ocupan en el condado de Washington durante 35 años, mientras que Electro Scientific Industries y Tektronix reciben la misma protección durante 30 años.
Nike estuvo planeando construir una ampliación de más de 278 709 m² en su sede mundial en Beaverton.El diseño apuntaría a la certificación LEED Platinum y se destacaría por la luz natural y un centro de tratamiento de aguas grises.

## Controversia
Nike ha contratado más de 1000 tiendas en todo el mundo y tiene oficinas ubicadas en 45 países fuera de Estados Unidos. La mayoría de las fábricas se encuentran en Asia, incluyendo Indonesia, China, Taiwán, India, Tailandia, Vietnam, Pakistán, Filipinas y Malasia. Nike no se atreve a revelar información acerca de las empresas contratistas que trabaja. Sin embargo, debido a las duras críticas por parte de algunas organizaciones como CorpWatch, Nike ha revelado información acerca de sus fábricas contratistas en el Informe de Gobierno Corporativo.

### Talleres clandestinos
En la década de 1990, Nike recibió críticas por el uso de talleres de explotación laboral (Sweatshops). A partir de 1990, se produjeron muchas protestas en grandes ciudades como Los Ángeles,Washington y Boston para mostrar su indignación pública por el uso de mano de obra infantil y talleres clandestinos por parte de Nike. Nike ha sido criticada por contratar fábricas (conocidas como Nike sweatshops) en países como China, Vietnam, Indonesia y México. Vietnam Labor Watch, un grupo activista, ha documentado que las fábricas contratadas por Nike han violado las leyes de salario mínimo y horas extras en Vietnam desde 1996, aunque Nike afirma que esta práctica ha sido detenida.
En julio de 2011, Nike declaró que dos tercios de sus fábricas que producen productos Converse aún no cumplían con los estándares de la empresa en materia de trato a los trabajadores. Un artículo de Associated Press de julio de 2011 afirmaba que los empleados de las plantas de la empresa en Indonesia denunciaban abusos constantes por parte de los supervisores.

### Alegaciones de trabajo infantil
Durante la década de 1990, Nike enfrentó críticas por el uso de mano de obra infantil en Camboya y Pakistán en fábricas que contrató para producir balones de fútbol. Aunque Nike tomó medidas para frenar o al menos reducir la práctica, la empresa continúa contratando su producción a empresas que operan en zonas donde la regulación y el monitoreo inadecuados hacen difícil garantizar que ya no existe explotación infantil.
En 2001, un documental de la BBC descubrió casos de trabajo infantil y malas condiciones laborales en una fábrica camboyana utilizada por Nike. El documental se centró en seis niñas que trabajaban siete días a la semana, a menudo 16 horas al día.

### Huelga en fábrica de China
En abril de 2014, una de las mayores huelgas en China tuvo lugar en la fábrica de calzado Yue Yuen Industrial Holdings Dongguan, que produce para Nike, entre otras empresas. Yue Yuen estuvo pagando 250 yuanes (40.82 dólares estadounidenses) menos al mes de la cifra correspondiente a cada empleado. El salario medio en Yue Yuen era de 3000 yuanes al mes y la fábrica empleaba a 70000 personas. Esta práctica se llevó a cabo durante casi 20 años.

### Paradise Papers

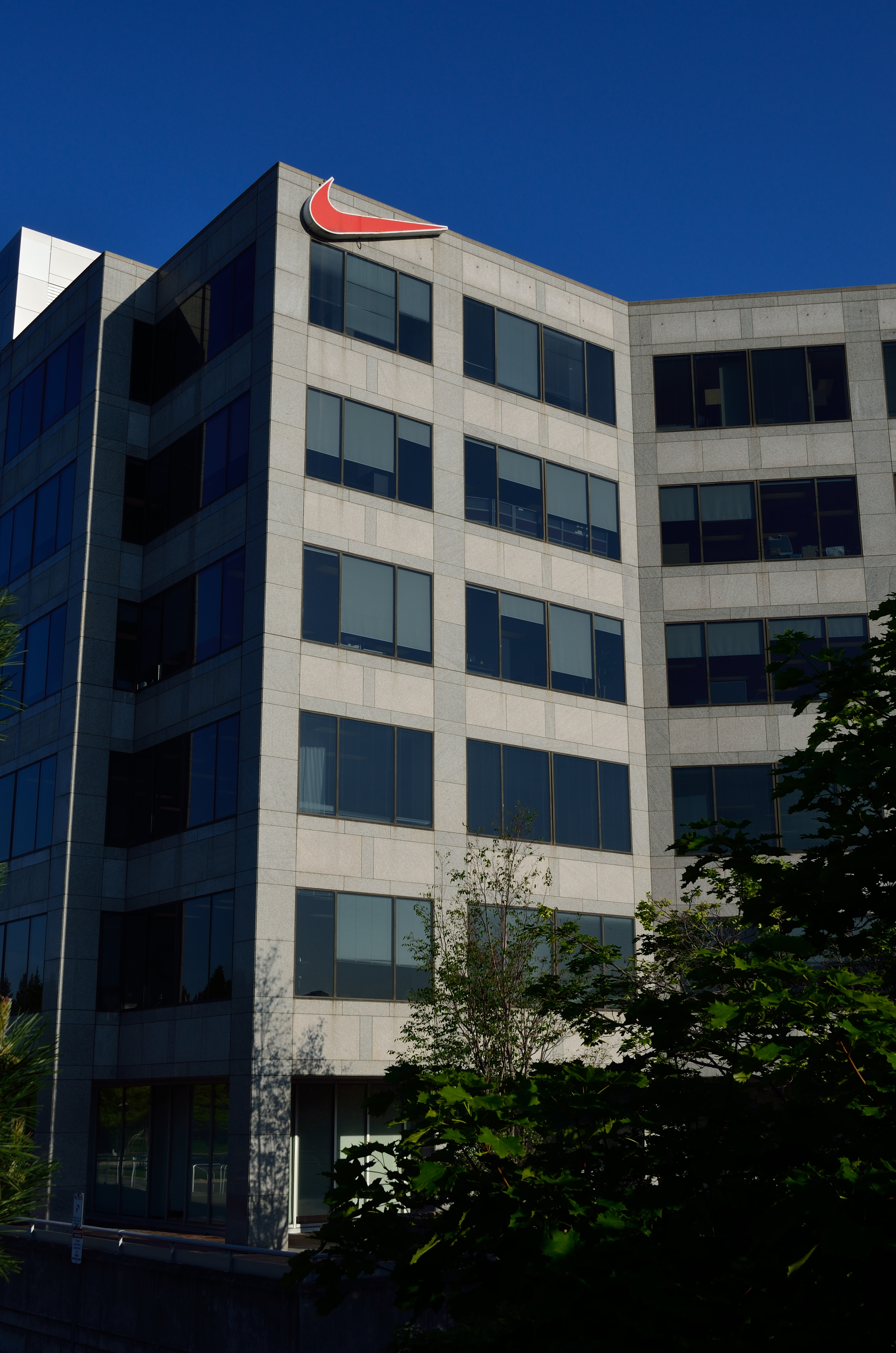
Oficina de Nike en Canadá.

El 5 de noviembre de 2017, los Paradise Papers, un conjunto de documentos electrónicos confidenciales relacionados con inversiones offshore, revelaron que Nike se encuentra entre las corporaciones que utilizaron compañías offshore para evitar impuestos.
Los documentos de Appleby detallan cómo Nike aumentó sus ganancias después de pagar impuestos, entre otras maniobras, realizando la transferencia de la propiedad de su marca registrada Swoosh a una subsidiaria de Bermudas, Nike International Ltd. Esta transferencia permitió a la subsidiaria cobrar regalías a su sede europea en Hilversum, Países Bajos, convirtiendo efectivamente las ganancias imponibles de la compañía en una cuenta por pagar en Bermudas libre de impuestos. Aunque la subsidiaria estaba efectivamente dirigida por ejecutivos de las oficinas principales de Nike en Beaverton, Oregón (hasta el punto de que se necesitaba un duplicado del sello de la empresa bermudeña), para efectos fiscales la subsidiaria era tratada como bermudeña. Sus ganancias no fueron declaradas en Europa y salieron a la luz sólo gracias a un caso mayormente no relacionado en el Tribunal Fiscal de los Estados Unidos, donde los documentos presentados por Nike mencionan brevemente regalías en 2010, 2011 y 2012 por un total de 3860 millones de dólares. En virtud de un acuerdo con las autoridades neerlandesas, la exención fiscal expiraba en 2014, por lo que otra reorganización transfirió la propiedad intelectual de la empresa bermudeña a una sociedad limitada neerlandesa (commanditaire vennootschap), Nike Innovate CV. La legislación neerlandesa trata los ingresos obtenidos por una sociedad limitada como si los hubieran obtenido los socios principales, los cuales no deben pagar impuestos en los Países Bajos si no residen allí.

### Protestas en Hong Kong

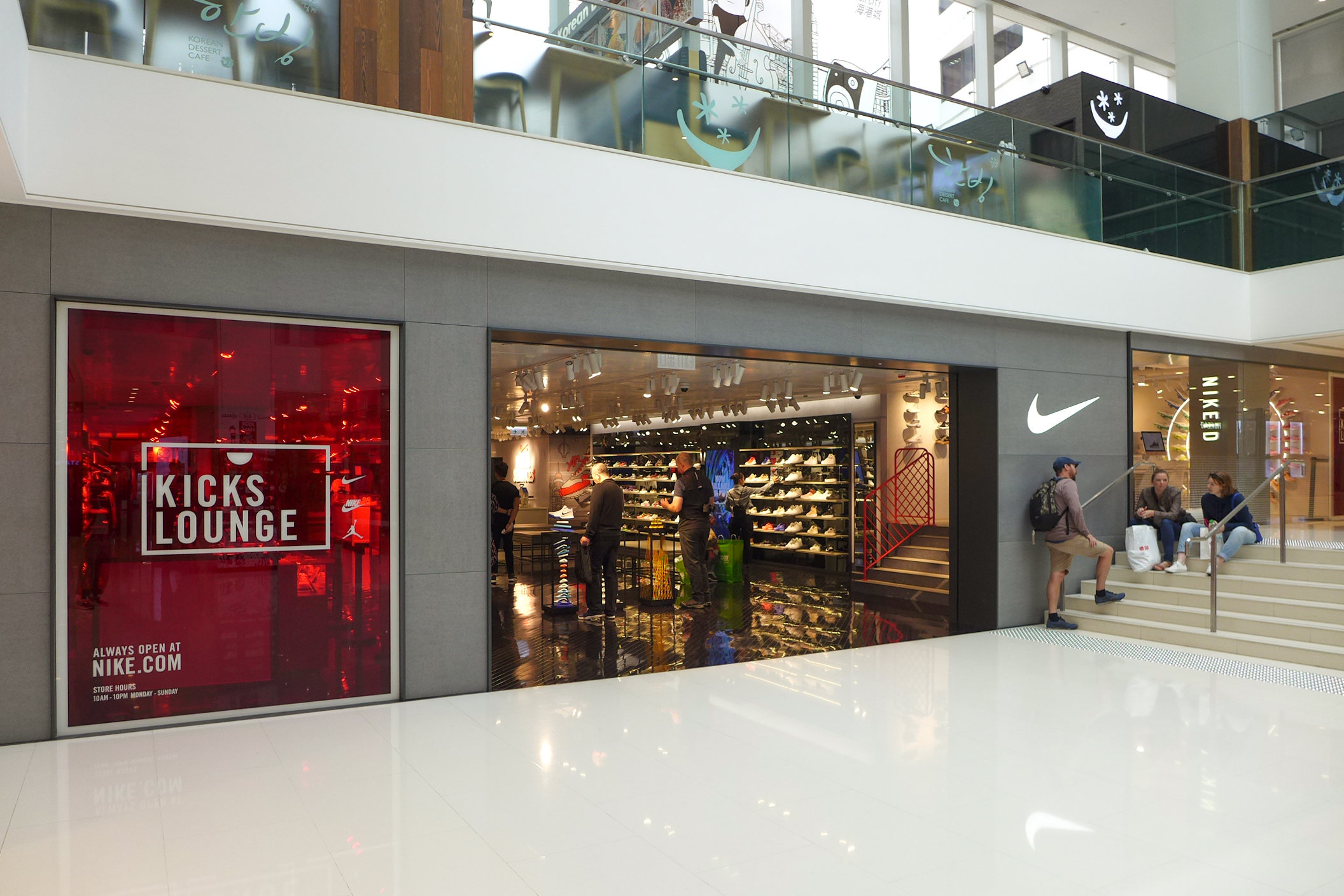
Nike Kicks Lounge en Harbour City, Hong Kong

El vicepresidente de Estados Unidos, Mike Pence, criticó a Nike por "ponerse del lado del Partido Comunista Chino y silenciar la libertad de expresión". Afirmó que después de que el director general de los Houston Rockets, Daryl Morey, fuera criticado por el gobierno de China por su tuit de apoyo a las protestas de Hong Kong de 2019, Nike retiró la mercancía de los Rockets de sus tiendas en China.
El 31 de enero de 2020, la World Athletics emitió nuevas pautas sobre el calzado que se utilizaría en los próximos Juegos Olímpicos de Tokio 2020. Estas actualizaciones llegaron en respuesta a las críticas sobre la tecnología de las zapatillas para correr Nike Vaporfly, que se habían presentado a partir de 2017 a 2018. Estas críticas afirmaban que las zapatillas proporcionaban a los atletas una ventaja injusta sobre sus oponentes y algunos críticos consideraban que era una forma de dopaje tecnológico. Según una investigación financiada por Nike, las zapatillas pueden mejorar la eficiencia hasta en un 4.2 %y los corredores que han probado el calzado dicen que reduce el dolor en las piernas; el tecnólogo deportivo Bryce Dyer atribuye esto a la placa ZoomX y de fibra de carbono, ya que absorbe la energía y "impulsa a los corredores hacia adelante".Algunos atletas, científicos y fanáticos han comparado esto con la controversia de los trajes de baño LAZR de 2008.
Algunos de los principales cambios en las normas que han surgido como resultado de estas críticas incluyen que "la suela no debe tener un grosor superior a 40 mm" y que "el zapato no debe contener más de una placa o cuchilla rígida incrustada (de cualquier material) que corra por toda la longitud o solo por parte de la longitud del zapato". La placa puede estar en más de una parte, pero esas partes deben estar ubicadas secuencialmente en un plano (no apiladas ni en paralelo) y no deben superponerse". Los componentes de los zapatos no son lo único que tuvo cambios importantes; a partir del 30 de abril de 2020, "cualquier zapato debe haber estado disponible para la compra por cualquier atleta en el mercado minorista abierto (en línea o en tienda física) durante un período de cuatro meses antes de que pueda usarse en competencia".Antes de estas nuevas directrices, World Athletics revisó las zapatillas Vaporfly y "concluyó que hay investigaciones independientes que indican que la nueva tecnología incorporada en las suelas de las zapatillas de carretera y con clavos puede proporcionar una ventaja en el rendimiento" y que recomienda más investigaciones para "establecer el verdadero impacto de la tecnología [Vaporfly]".

### Acusaciones de trabajo forzado por parte de uigures
En diciembre de 2021, el Centro Europeo de Derechos Constitucionales y Humanos presentó una denuncia penal en un tribunal neerlandés contra Nike y otras marcas, alegando que se beneficiaron del uso de mano de obra forzada uigur en Sinkiang. En julio de 2023, el Canadian Ombudsperson for Responsible Enterprise abrió una investigación sobre Nike para indagar sobre las acusaciones de trabajo forzoso uigur en su cadena de suministro. En 2023, una investigación del Partido Socialdemócrata en el Parlamento Europeo, la Universidad Sheffield Hallam y otros grupos acusaron a Nike de utilizar campos de trabajos forzados para la explotación de musulmanes uigures en China, proporcionados por Anhui Huamao Group Co., Ltd., para la realización de productos.

## Registro ambiental
Según la organización ambientalista Clean Air-Cool Planet, con sede en Nueva Inglaterra, Nike figura entre las tres primeras empresas (de un total de 56) en una encuesta de empresas amigas del clima. Nike también ha sido elogiado por su Nike Grind programa (que cierra el ciclo de vida del producto) por grupos como Climate Counts. Una campaña que comenzó Nike para el Día de la Tierra 2008 fue un comercial que contó con la estrella de baloncesto Steve Nash que llevaba zapatos de Nike reciclados, que habían sido construidos en febrero de 2008 a partir de piezas de cuero y piel sintética de residuos de pisos de la fábrica. El zapato reciclado también ofreció una suela compuesta del caucho ground-up de un programa de reciclaje del zapato. Nike afirma que este es el primer zapato de baloncesto de rendimiento que se ha creado a partir de residuos de fabricación, pero solo produjo 5000 pares para la venta.
Otro proyecto que Nike ha comenzado es el programa Nike Reuse-A-Shoe. Este programa, iniciado en 1993, es el programa más largo de Nike que beneficia tanto al medio ambiente como a la comunidad coleccionando zapatos viejos de cualquier tipo para procesarlos y reciclarlos. El material que se produce a continuación, se utiliza para ayudar a crear superficies deportivas, tales como canchas de baloncesto, pistas de carreras y juegos infantiles.
Un proyecto a través de la Universidad de Carolina del Norte en Chapel Hill encontró trabajadores que fueron expuestos a tóxicos isocianatos y otras sustancias químicas en las fábricas de calzado en Tailandia. Además de la inhalación, la exposición dérmica fue el mayor problema encontrado. Esto podría resultar en reacciones alérgicas incluyendo reacciones asmáticas.